# Anastasija Alekseevna Verbickaja
Anastasija Alekseevna Verbickaja (Voronež, 22 febbraio 1861 – Mosca, 16 gennaio 1928) è stata una scrittrice, sceneggiatrice e drammaturga russa, sovietica dal 1917.

## Biografia
Figlia di un militare e di un'attrice dilettante, studiò canto al conservatorio di Mosca, che abbandonò nel 1891 per dedicarsi all'insegnamento della musica nel collegio in cui aveva studiato durante l'adolescenza. L'anno dopo sposò Aleksej Verbickj, da cui ebbe quattro figli. 
Dal 1883 cominciò a lavorare per un giornale e nel 1887 pubblicò il suo primo racconto. Nel 1895 al Teatro Malyj debuttò il suo dramma Miraž, mentre tre anni più tardi diede alle stampe il suo primo romanzo. Nel 1899 fondò una propria casa editrice, dedita a pubblicare traduzioni in lingua russa di romanzi europei e libri incentrati sulla condizione femminile. 
Dopo la rivoluzione russa del 1905 godette di minori restrizioni imposte dalla censura e poté quindi scrivere e pubblicare i suoi due romanzi di maggior successo: Duch vremeni (pubblicato nel 1908 e incentrato sugli eventi politici del 1905) e Ključi sčast'ja (1909-1913). Descritto da Ettore Lo Gatto come un "volgarizzamento di idee nietzscheane", Ključi sčast'ja ottenne un ottimo successo di pubblico, vendendo trentamila copie in quattro mesi. Nel 1913 scrisse la sceneggiatura di un fortunato adattamento cinematografico del romanzo, diretto da Jakov Aleksandrovič Protazanov, il cui successo le spianò la strada per altri lavori da sceneggiatrice. 
Dopo la Rivoluzione russa nel 1917 la sua popolarità calò drasticamente: fu accusata di avere simpatie borghesi e i suoi libri furono rimossi da biblioteche e librerie. Continuò comunque a dedicarsi alla scrittura, scrivendo racconti per bambini sotto diversi pseudonimi.